# 柳亭燕福
柳亭 燕福（りゅうてい えんふく）は、落語家の名跡。
- 柳亭燕福 - 後∶橘家文三
- 談洲楼燕福 - 後∶七代目三笑亭可楽
- 柳亭燕福 - 本項にて記述

柳亭 燕福（りゅうてい えんふく、1948年 - ）は、落語家。

## 経歴
- 1948年∶東京都出身。
- 1965年∶駿台高校卒業後、春風亭柏枝（後∶7代目春風亭柳橋）に入門。春風亭柏葉を名乗る。
- 1968年∶二ツ目昇進。
- 1987年7月∶6代目柳亭燕路門下に移り、燕福を名乗る。

1990年時点では二ツ目であったが、1994年までには廃業したものと思われる。